# Берлебашка
Берлебашка — гора в массиве Раховские горы (Мармарошского массива). Расположенная на юге Раховского района Закарпатской области, южнее села Богдан.
Высота 1733,9 м. Гора имеет конусообразную форму, склоны крутые (особенно южный), местами скалистые. Вершина и предгорья безлесые.
К северо-востоку расположена гора Петрос (1780,9 м), на юг — Поп-Иван (1936 м).
Гора Берлебашка лежит в пределах 
Мармарошского заповедного массива.